# 奥莫佐坦
奥莫佐坦（研发代号：MKC-242）是一种含氮有机化合物，化学式C
19H
21NO
5，能用作5-HT1A受体激动剂。